# Amundsen Plain
Koordinaten: 62° 26′ S, 123° 8′ W
Die Amundsen Plain (englisch für Amundsen-Ebene, auch bekannt als Amundsen Abyssal Plain) ist eine abyssale Ebene im Südlichen Ozean. Sie liegt weit vor der Küste des westantarktischen Marie-Byrd-Lands.
Die Benennung leitet sich von derjenigen der Amundsen-Küste in der antarktischen Ross Dependency ab und wurde Juni 1988 durch das US-amerikanische Advisory Committee on Undersea Features (ACUF) bestätigt. Namensgeber der Küste ist der norwegische Polarforscher Roald Amundsen (1872–1928), der gemeinsam mit vier Begleitern am 14. Dezember 1911 nach einem mit Hundeschlitten durchgeführten Marsch über das Ross-Schelfeis, den Axel-Heiberg-Gletscher und das zentrale Polarplateau als Erster den geographischen Südpol erreicht hatte.